# Joachim Alexander Koops
Joachim Alexander Koops (* 1981) ist ein deutscher Politikwissenschaftler.

## Leben
Er erwarb einen BA in Philosophy, Politics and Economics an der Universität Oxford, einen MSc in europäischer Politik, Wirtschaft und Recht von der Universität Turku und die Promotion in Politikwissenschaft an der Universität Kiel. Ab 2009 lehrte er als Professor Europäische und Internationale Politik am Vesalius College der Vrije Universiteit Brussel. Parallel übte er Beratertätigkeiten aus, unter anderem für den Kommandanten der UN-Eingreiftruppe SHIRBRIG. 2014 wurde Koops zum Dean des Vesalius Colleges ernannt. Seit 2019 hat er den Lehrstuhl für Sicherheitsstudien und wissenschaftlicher Direktor (WD) des Instituts für Sicherheit und globale Angelegenheiten (ISGA) auf dem Campus der Universität Leiden in Den Haag inne.
Seine Forschungsschwerpunkte sind Global Security Governance und die Außen- und Sicherheitspolitik der Europäischen Union, die Rolle der Vereinten Nationen, der Europäischen Union, der NATO (und ihrer interorganisatorischen Beziehungen) in Frieden und Sicherheit sowie Krisenmanagement, Friedenssicherung.

## Schriften (Auswahl)
- The European Union as an integrative power. Assessing the EU's 'Effective Multilateralism' towards NATO und the United Nations. Brüssel 2011, ISBN 978-90-5487-772-1.
- als Herausgeber mit Gjovalin Macaj: The European Union as a diplomatic actor. Basingstoke 2015, ISBN 978-1-137-35684-0.
- als Herausgeber mit Daniel Fiott: The responsibility to protect and the third pillar. Legitimacy and operationalization. Basingstoke 2015, ISBN 978-1-137-36439-5.
- als Herausgeber mit Rafael Biermann: Palgrave handbook of inter-organizational relations in world politics. London 2017, ISBN 978-1-137-36038-0.